# Tarim (ciutat)
Tarim és una ciutat de l'Hadramaut al Iemen, a 40 km de Shibam i 25 km de Seiyun que queden a l'oest o nord-oest. Es troba al lloc on acaba el Wadi Hadramaut i comença el Wadi al-Masila. Es considera que és la ciutat amb més descendents del Profeta de tot el món. El nom està testimoniat a inscripcions per-islamiques com trm o trym. La vila fou notable pels seus erudits. Fou el lloc d'origen dels Al Ba Alawi. La mesquita és del segle x.

## Història
El nom deriva segons la tradició de Tarim ibm al-Sukun ibn al-Ashras ibn Kinda o del primer habitant, Tarim ibn Hadramawt ibn Saba al-Asghar. Al segle xii fou governada per la família dels Banu Kahtan que van dominar la major part de l'Hadramaut amb centre a Tarim. Van seguir uns segles de dinasties locals i els emirs de la dinastia Banu l-Yamani (Al Yamani) van governar a Tarim des de 1224. El 1274 Tarim va passar als mahra. Vers el 1400 els kathiri es van establir a Shibam i Seiyun (i aquesta sempre va restar en les seves mans). El 1538/1539 el sultà dels Banu Kahtir (kahtiri), Badr Bu Tuwayrik, van ocupar Hadramaut, incloent Tarim. Del 1880 al 1945 un sultanat khatiri separat del de Seiyun es va establir a Tarim per una branca de la família, amb forta influència de la família local de sayyids, els Al Kaf.

## Sultans khatiri de Tarim i els governants kafites
- 1880 - 1920 Muhsin ibn Ghalib

Sayyid Abu Bakr ibn Shaykh al-Kaf (governant de facto)
- 1920 - 1935 Muhammad ibn Muhsin

192? - 194? Sayyid Ali al-Kaf (governant de facto)
- 1935 - 1945 Abd Allah ibn Ghalib i Muhammad ibn Ghalib

194? - 1945 Abd Allah ibn Said (governant de facto)